# Championnat de GP3 Series 2011
Navigation
2010 2012
Le championnat de GP3 Series 2011 est la 2e saison des GP3 Series et se déroule du 7 mai au 11 septembre 2011. La compétition a été remportée par Valtteri Bottas et l'écurie Lotus ART.

## Engagés
| Écurie               | #  | Pilote                 | Manches |
| -------------------- | -- | ---------------------- | ------- |
| Lotus ART            | 1  | Pedro Enrique          | 1-6     |
| Lotus ART            | 1  | Richie Stanaway        | 7-8     |
| Lotus ART            | 2  | Valtteri Bottas        | Tous    |
| Lotus ART            | 3  | James Calado           | Tous    |
| Status Grand Prix    | 4  | Alexander Sims         | Tous    |
| Status Grand Prix    | 5  | António Félix da Costa | Tous    |
| Status Grand Prix    | 6  | Ivan Lukashevich       | Tous    |
| Jenzer Motorsport    | 7  | Nico Müller            | Tous    |
| Jenzer Motorsport    | 8  | Maxim Zimin            | Tous    |
| Jenzer Motorsport    | 9  | Vittorio Ghirelli      | 1-6     |
| Jenzer Motorsport    | 9  | Alex Fontana           | 7       |
| Jenzer Motorsport    | 9  | Christophe Hurni       | 8       |
| Manor Racing         | 10 | Adrian Quaife-Hobbs    | Tous    |
| Manor Racing         | 11 | Rio Haryanto           | Tous    |
| Manor Racing         | 12 | Matias Laine           | Tous    |
| Carlin Motorsport    | 14 | Conor Daly             | Tous    |
| Carlin Motorsport    | 15 | Tom Dillmann           | 1       |
| Carlin Motorsport    | 15 | Daniel Morad           | 2-4     |
| Carlin Motorsport    | 15 | Callum MacLeod         | 5-8     |
| Carlin Motorsport    | 16 | Leonardo Cordeiro      | Tous    |
| Tech 1 Racing        | 17 | Aaro Vainio            | Tous    |
| Tech 1 Racing        | 18 | Andrea Caldarelli      | 1-2     |
| Tech 1 Racing        | 18 | Thomas Hykelma         | 3-8     |
| Tech 1 Racing        | 19 | Tamás Pál Kiss         | Tous    |
| ATECH CRS GP         | 20 | Marlon Stöckinger      | Tous    |
| ATECH CRS GP         | 21 | Nick Yelloly           | Tous    |
| ATECH CRS GP         | 22 | Zoël Amberg (en)       | Tous    |
| Addax Team           | 23 | Dominic Storey         | 1-2     |
| Addax Team           | 23 | Tom Dillmann           | 3-8     |
| Addax Team           | 24 | Gabriel Chaves         | Tous    |
| Addax Team           | 25 | Dean Smith             | 1-7     |
| Addax Team           | 25 | Vittorio Ghirelli      | 8       |
| MW Arden             | 26 | Mitch Evans            | Tous    |
| MW Arden             | 27 | Simon Trummer          | Tous    |
| MW Arden             | 28 | Lewis Williamson (en)  | Tous    |
| RSC Mücke Motorsport | 29 | Luciano Bacheta        | 1-6     |
| RSC Mücke Motorsport | 29 | Daniel Mancinelli      | 7-8     |
| RSC Mücke Motorsport | 30 | Michael Christensen    | Tous    |
| RSC Mücke Motorsport | 31 | Nigel Melker           | Tous    |

## Règlement sportif
Une week-end de course comprend 45 min d'essais libres, 30 min d'essais qualificatifs suivies de deux courses.

Les essais qualificatifs déterminent la grille de départ. Deux points sont attribués au détenteur de la pole position.

La course n°1 se déroule selon la distance du circuit (entre 70 km et 100 km), sans arrêt au stand. Les 8 premiers marquent des points : 10, 8, 6, 5, 4, 3, 2 et 1; un point est alloué au détenteur du meilleur tour s'il termine dans les 10 premiers.

La grille de départ de la course n°2 est établie selon le classement de la course n°1, la position des 8 premiers étant inversée.

La course n°2 se déroule selon la distance du circuit (entre 70 km et 100 km), sans arrêt au stand. Les 6 premiers marquent des points : 6, 5, 4, 3, 2 et 1 ; un point est alloué au détenteur du meilleur tour s'il termine dans les 10 premiers.

## Courses de la saison 2011[1]
| Manche | Manche | Circuit                      | Date         | Pole Position         | Meilleur tour         | Pilote vainqueur       |
| ------ | ------ | ---------------------------- | ------------ | --------------------- | --------------------- | ---------------------- |
| 1      | 1      | Istanbul Park                | 7 mai        | Tom Dillmann          | Andrea Caldarelli     | Nigel Melker           |
| 1      | 2      | Istanbul Park                | 8 mai        |                       | Alexander Sims        | Alexander Sims         |
| 2      | 1      | Circuit de Catalunya         | 21 mai       | Mitch Evans           | Valtteri Bottas       | Mitch Evans            |
| 2      | 2      | Circuit de Catalunya         | 22 mai       |                       | Andrea Caldarelli     | Tamás Pál Kiss         |
| 3      | 1      | Valencia Street Circuit      | 25 juin      | Lewis Williamson (en) | Adrian Quaife-Hobbs   | Adrian Quaife-Hobbs    |
| 3      | 2      | Valencia Street Circuit      | 26 juin      |                       | James Calado          | James Calado           |
| 4      | 1      | Silverstone Circuit          | 9 juillet    | Adrian Quaife-Hobbs   | Alexander Sims        | Nico Müller            |
| 4      | 2      | Silverstone Circuit          | 10 juillet   |                       | Dean Smith            | Lewis Williamson (en)  |
| 5      | 1      | Nürburgring                  | 23 juillet   | Mitch Evans           | Lewis Williamson (en) | Rio Haryanto           |
| 5      | 2      | Nürburgring                  | 24 juillet   |                       | Nigel Melker          | Valtteri Bottas        |
| 6      | 1      | Hungaroring                  | 30 juillet   | Valtteri Bottas       | Michael Christensen   | Valtteri Bottas        |
| 6      | 2      | Hungaroring                  | 31 juillet   |                       | Nigel Melker          | Rio Haryanto           |
| 7      | 1      | Circuit de Spa-Francorchamps | 27 août      | James Calado          | Valtteri Bottas       | Valtteri Bottas        |
| 7      | 2      | Circuit de Spa-Francorchamps | 28 août      |                       | James Calado          | Richie Stanaway        |
| 8      | 1      | Autodromo Nazionale Monza    | 10 septembre | Adrian Quaife-Hobbs   | Rio Haryanto          | Valtteri Bottas        |
| 8      | 2      | Autodromo Nazionale Monza    | 11 septembre |                       | Callum MacLeod        | António Félix da Costa |

## Classement des pilotes
| Classement | Pilote                 | Pays             | Équipe                | Nombre de points |
| ---------- | ---------------------- | ---------------- | --------------------- | ---------------- |
| 1er        | Valtteri Bottas        | Finlande         | Lotus ART             | 62               |
| 2e         | James Calado           | Royaume-Uni      | Lotus ART             | 55               |
| 3e         | Nigel Melker           | Pays-Bas         | RSC Mücke Motorsport  | 38               |
| 4e         | Nico Müller            | Suisse           | Jenzer Motorsport     | 36               |
| 5e         | Adrian Quaife-Hobbs    | Royaume-Uni      | Marussia Manor Racing | 36               |
| 6e         | Alexander Sims         | Royaume-Uni      | Status Grand Prix     | 34               |
| 7e         | Rio Haryanto           | Indonésie        | Marussia Manor Racing | 31               |
| 8e         | Lewis Williamson (en)  | Royaume-Uni      | MW Arden              | 31               |
| 9e         | Mitch Evans            | Nouvelle-Zélande | MW Arden              | 29               |
| 10e        | Andrea Caldarelli      | Italie           | Tech 1 Racing         | 20               |
| 11e        | Michael Christensen    | Danemark         | RSC Mücke Motorsport  | 19               |
| 12e        | Dean Smith             | Royaume-Uni      | Addax Team            | 18               |
| 13e        | António Félix da Costa | Portugal         | Status Grand Prix     | 16               |
| 14e        | Tom Dillmann           | France           | Carlin Addax Team     | 15               |
| 15e        | Aaro Vainio            | Finlande         | Tech 1 Racing         | 12               |
| 16e        | Tamás Pál Kiss         | Hongrie          | Tech 1 Racing         | 11               |
| 17e        | Conor Daly             | États-Unis       | Carlin                | 10               |
| 18e        | Simon Trummer          | Suisse           | MW Arden              | 9                |
| 19e        | Gabriel Chaves         | Colombie         | Addax Team            | 8                |
| 20e        | Richie Stanaway        | Nouvelle-Zélande | Lotus ART             | 7                |
| 21e        | Nick Yelloly           | Royaume-Uni      | ATECH CRS GP          | 7                |
| 22e        | Luciano Bacheta        | Royaume-Uni      | RSC Mücke Motorsport  | 4                |
| 23e        | Callum MacLeod         | Royaume-Uni      | Carlin                | 3                |
| 24e        | Alex Fontana           | Suisse           | Jenzer Motorsport     | 1                |